# بی‌عدالتی ۲
بی‌عدالتی ۲ (به انگلیسی: Injustice 2) یک بازی ویدئویی در سبک مبارزه‌ای و برگرفته از دنیای دی‌سی است که توسط ندررلم استودیوز توسعه یافته و به‌وسیلهٔ وارنر برادرز. اینتراکتیو انترتینمنت در مه ۲۰۱۷ برای کنسول‌های پلی‌استیشن ۴ و ایکس‌باکس وان منتشر شد. همچنین نسخه مایکروسافت ویندوز این بازی در نوامبر ۲۰۱۷ در دسترس قرار گرفت. این بازی دنباله‌ای بر بازی بی‌عدالتی: خدایان میان ما در سال ۲۰۱۳ محسوب می‌شود. همانند قسمت پیشین، یک نسخه به صورت اپ موبایل نیز برای سیستم عامل‌های آی‌اواس و اندروید عرضه شد.
داستان بی‌عدالتی ۲ حول محور شخصیت بتمن و تلاش او برای بازگرداندن جامعه پس از سقوط سازمان سوپرمن است؛ اگرچه با ورود گروه شرور بزرگ تازه تشکیل شده‌ای با عنوان انجمن سری و همچنین شخصیت برین‌نیاک، بتمن مجبور به آزاد نمودن سوپرمن زندانی برای کمک کردن در مقابل این تهدیدات شد. بازی مورد تحسین منتقدین قرار گرفت که داستان بازی، عرضه، مکانیک بهبود یافته روند بازی، محتوای بسیار زیاد موجود در بازی، و سیستم سفارشی‌سازی شخصیت‌ها را ستایش کردند.

## روند بازی
بی‌عدالتی ۲ یک بازی ویدئویی به سبک مبارزه‌ای است که در آن بازیکنان به صورت یک به یک و با در اختیار گرفتن شخصیت‌هایی از دنیای دی‌سی و دیگر فرنچایزهای شخص ثالث با یکدیگر به رقابت و مبارزه می‌پردازند. بازیکنان باید با استفاده از ترکیب‌های مختلفی از کلیدهای جهت و دکمه‌های فشاری به اجرای حملات اولیه، حرکات ویژه و کمبو بپردازند و سعی در آسیب رساندن به حریف و در نهایت ناک‌اوت او دست پیدا کنند. بی‌عدالتی ۲ بسیاری از مکانیک‌های روند بازی از نسخه بی‌عدالتی: خدایان میان ما را حفظ کرده است که از آن می‌توان به تعامل با محیط اطراف، تغییر مراحل حین مبارزه و ویژگی‌های منحصر به فرد هر شخصیت اشاره کرد.

## داستان
داستان بازی در مورد حمله برین‌یاک به سیاره زمین می‌باشد. برین‌یاک که پیش از زمین به سیاره کریپتون حمله کرده بود و آن را نابود کرده بود این‌بار زمین را مورد هدف قرار داده است. سوپرگرل که با کمک مادرش از کریپتون به زمین فرار کرده بود، از قدرت برین‌یاک در زمان حمله به زمین آگاه بود. همزمان با این حمله گوریلا گراد به همراه ارتشش هدف نابودی زمین را دارد. بتمن جهت مبارزه با این حملات، ابتدا بلک کنیری و گرین ارو را به گوریلاسیتی می‌فرستد تا جلوی حمله گوریلا گراد را بگیرد. گرین لنترن نیز به آتلانتیس سیتی می‌رود تا از آکوامن درخواست کند تا برای جلوگیری از حمله برین‌یاک به تیم آن‌ها ملحق شود، اما برین‌یاک به آتلانتیس سیتی رسیده و این شهر را تخریب کرده است. واندر وومن، سایبورگ و بلک ادم برای جلوگیری حمله برین‌یاک به کمک تیم بتمن می‌آیند.

## شخصیت‌ها
فهرست شخصیت‌های بازی در بی‌عدالتی ۲ شامل ۲۹ شخصیت قابل کنترل، متشکل از شخصیت‌های ابرقهرمان و شرور جدید و بازگشته است. بازی همچنین دارای ۱۳ شخصیت اضافه می‌باشد که از طریق محتوای قابل دانلود در دسترس قرار می‌گیرد. ندررلم استودیوز از دیگر شخصیت مجموعه مورتال کامبت یعنی ساب-زیرو و رِی‌دن، به عنوان محتوای قابل دانلود استفاده کرده است.
| نام شخصیت      | رده شخصیت  | توضیحات           |
| -------------- | ---------- | ----------------- |
| آکوامن         | ابرقهرمان  | آرتور کری         |
| اتروسیتوس      | ابر شرور   | دکستر آتروسیتوس   |
| بین            | ابر شرور   |                   |
| بتمن           | ابرقهرمان  | بروس وین          |
| بلک آدم        | ابر شرور   | تث آدام           |
| بلک کنیری      | ابرقهرمان  | داینا لورل لنس    |
| بلو بیتل       | ابرقهرمان  | جیمی ریس          |
| برینیاک (کمیک) | ابر شرور   | وریل داکس         |
| کاپیتان کلد    | ابر شرور   | لئونارد اسنارت    |
| زن گربه‌ای      | ابرقهرمان  | سلینا کایل        |
| چیتا (کمیک)    | ابر شرور   | باربارا آن مینروا |
| سایبورگ (کمیک) | ابرقهرمان  | ویکتور استون      |
| دارک ساید      | ابر شرور   | uxas              |
| ددشات          | ابر شرور   | فلوید لائوتون     |
| دکتر فیت       | ابرقهرمان  | کنت نلسون         |
| فایراستورم     | ابرقهرمان  | جیسون راش         |
| فلش (کمیک)     | ابرقهرمان  | بری آلن           |
| گوریلا گراد    | ابر شرور   | گراد              |
| فانوس سبز      | ابرقهرمان  | هال جوردن         |
| گرین ارو       | ابرقهرمان  | الیور کوئین       |
| هارلی کوئین    | ابرقهرمان  | هارلی کوئینزل     |
| جوکر           | ابر شرور   |                   |
| پویزن آیوی     | ابر شرور   | پاملا آیزلی       |
| رابین          | ابرقهرمان  | دامیان وین        |
| مترسک (کمیک)   | ابر شرور   | جاناتان کرین      |
| سوپرگرل        | ابرقهرمان  | کارا زور-ال       |
| سوپرمن         | ابرقهرمان  | کال-ال/کلارک کنت  |
| سوامپ تینگ     | ابرقهرمان  | الک هالند         |
| واندر وومن     | ابر قهرمان | دایانا پرینس      |

| شخصیت‌های دانلودی |
| ---------------- |
| اتم (کمیک)       |
| بلک مانتا        |
| افسونگر (کمیک)   |
| پسر جهنمی        |
| رِی‌دن             |
| رد هود           |
| استارفایر        |
| ساب زیرو         |
| لاکپشت‌های نینجا  |

| پوسته‌های برتر |
| ------------- |
| بیزارو        |
| بلک لایتینگ   |
| گرید (توری)   |
| جی گریک       |
| آقای فریز     |
| پاور گرل      |
| ایوبارد ثاون  |
| ویکسن         |
| جان استوارت   |

| شخصیت‌های غیرقابل بازی |
| --------------------- |
| لوسیوس فاکس           |
| ویکتور زز             |
| چشم برادر             |
| دکتر راندال           |
| پروفسور مارتین استاین |
| کیلر کراک             |
| ترینچ                 |
| دوچهره                |
| سالومون گراندی (کمیک) |